# Bickfordville
Bickfordville is een plaats in de Canadese provincie Newfoundland en Labrador. Het is een van de vier nederzettingen op Bell Island.

## Geschiedenis
De plaats dankt haar naam aan het feit dat een groot deel van de bevolking er de familienaam Bickford draagt. Tot 1970 bevond er zich te Bickfordville een lokale afdeling van de Oranjeorde.
In 1947 werd er op het eiland een referendum gehouden om het al dan niet een gemeentebestuur toe te kennen; met "neen" als resultaat. Bickfordville telde toen 43 kiesgerechtigden waarvan er 12 voor en 31 tegen stemden.
Op 2 april 1978 werd het eiland getroffen door een enorme en nooit volledig opgehelderde explosie die ging bekendstaan als de Bell Island Boom. Het epicentrum bevond zich te Bickfordville.

## Geografie
Het gehucht Bickfordville ligt in het zuiden van Bell Island, een groot eiland in Conception Bay voor de kust van zuidoostelijk Newfoundland. De plaats ligt in gemeentevrij gebied en wordt door Statistics Canada beschouwd als deel uitmakend van de designated place Lance Cove. Bickfordville ligt tussen de gehuchten Freshwater en Lance Cove. Het gehucht bestaat uit de bebouwing langs Bickford's Road en een deel van Lance Cove Road.

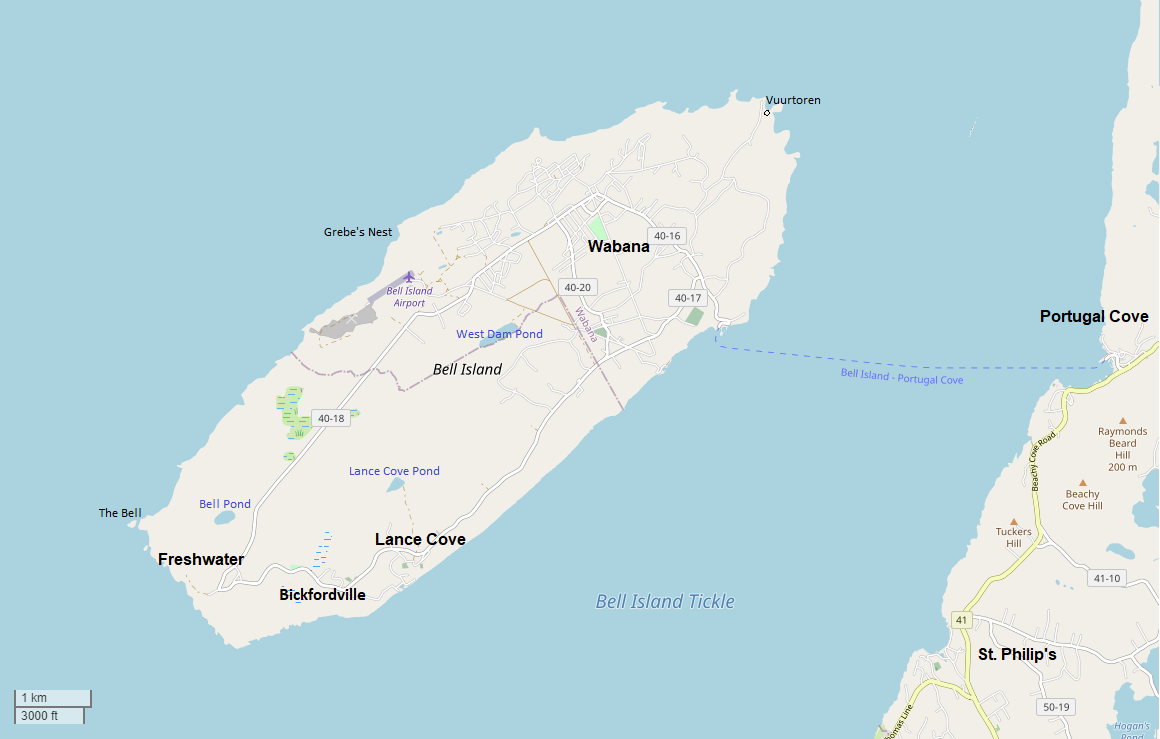
Detailkaart van Bell Island met aanduiding van Bickfordville